# Liste der denkmalgeschützten Objekte in Zavlekov
Grundlage dieser Liste der denkmalgeschützten Objekte in Zavlekov ist die ÚSKP-Liste (Ústřední seznam kulturních památek České republiky, deutsch Zentrale Liste der Kulturdenkmäler der Tschechischen Republik), die von der tschechischen Denkmalschutzbehörde NPÚ (Národní památkový ústav, deutsch Nationale Denkmalbehörde) seit 1987 geführt wird und an die seit dem Jahr 1850 geschaffenen Listen anschließt.

## Denkmalgeschützte Objekte nach Ortsteilen

### Zavlekov
| Lage                                                  | Objekt                | Beschreibung | ÚSKP-Nr.                  | Bild           |
| ----------------------------------------------------- | --------------------- | --- | ------------------------- | -------------- |
| Zavlekov, nordöstlicher Teil der Ortschaft (Standort) | Marterl               | Bildstock mit prismatischer Kapelle und Metallkreuz, 1821 datiert auf dem Sockel. | 14403/4-3509 Info Katalog | Marterl        |
| Zavlekov (Standort)                                   | Dreifaltigkeitskirche | Einschiffige Kirche mit abgerundeten Ecken, halbkreisförmigem, geschlossenem Presbyterium, angrenzender Sakristei und prismatischem Turm an der Westfront. Barocker Bau von 1773, erbaut an der Stelle einer älteren gotischen Kirche.    | 29382/4-3506 Info Katalog | weitere Bilder |
| Zavlekov (Standort)                                   | Festung               | Gut erhaltene Überreste einer mittelalterlichen Festung in beherrschender Stellung. | 30903/4-3507 Info Katalog | weitere Bilder |
| Zavlekov (Standort)                                   | Getreidespeicher      | Zweistöckiges Gebäude mit rechteckigem Grundriss und Walmdach, mit Reihen von rechteckigen Fenstern. Ursprünglich eine spätgotische Festung aus der Mitte des 16. Jahrhunderts, im 18. Jahrhundert in einen Getreidespeicher umgewandelt. | 46799/4-3508 Info Katalog | weitere Bilder |

### Plichtice
| Lage                             | Objekt      | Beschreibung | ÚSKP-Nr.                  | Bild        |
| -------------------------------- | ----------- | --- | ------------------------- | ----------- |
| Plichtice, bei Nr. 34 (Standort) | Gedenkkreuz | Ungefähr 4 Meter hohes Sandsteinkreuz auf der Vorderseite, mit flachen Reliefs, ursprünglich mit einem gusseisernen Leib Christi. Ein bemerkenswertes Beispiel für ein kleines Volksdenkmal aus dem letzten Drittel des 19. Jahrhunderts, das in der Region einzigartig ist. | 41498/4-3242 Info Katalog | Gedenkkreuz |

### Skránčice
| Lage                                                                          | Objekt               | Beschreibung | ÚSKP-Nr.                  | Bild                 |
| ----------------------------------------------------------------------------- | -------------------- | --- | ------------------------- | -------------------- |
| Skránčice, Kreuzung der Landstraßen Klatovy – Horažďovice – Hnačov (Standort) | Rudolf-Majer-Denkmal | Ein kleines kulturhistorisches Denkmal aus dem 20. Jahrhundert, das an das Leben des Dichters und Schriftstellers Rudolf Mayer (1837–1865) erinnert, der im nahe gelegenen Nová Hospoda bei Skránčice geboren wurde. | 14053/4-3285 Info Katalog | Rudolf-Majer-Denkmal |